# Charlotte Margaretha van Montmorency
Charlotte Margaretha van Montmorency (Pézenas, 11 mei 1594 — Châtillon-sur-Loire, 2 december 1650) was van 1632 tot aan haar dood hertogin van Montmorency. Ze behoorde tot het huis Montmorency.

## Levensloop
Charlotte Margaretha was de dochter van hertog Hendrik I van Montmorency uit diens tweede huwelijk met Louise de Budos (1575-1598). Door haar grootvader Anne van Montmorency, een goede vriend van koning Frans I van Frankrijk, behoorde ze tot een van de invloedrijkste families van Frankrijk.
In het voorjaar van 1609 trok ze naar het Franse hof in Parijs als hofdame van koningin Maria de' Medici. Koning Hendrik IV van Frankrijk was zeer onder indruk van Charlotte Margaretha, die beschouwd werd als een van de schoonste dames uit haar tijd, en had een oogje op haar. Om haar voor zich te winnen, ontbond Hendrik IV haar verloving met François de Bassompierre en huwde hij haar uit aan zijn neef Hendrik II van Bourbon-Condé (1588-1646). Die stond bekend om zijn voorliefde voor mannen, maar beiden werden onverwacht verliefd op elkaar. De liaison met de Franse koning duurde niet lang, aangezien haar echtgenoot Charlotte Margaretha naar Brussel stuurde. Dit maakte Hendrik IV woedend en ook Hendrik II van Bourbon-Condé moest vluchten. Nadat de Franse koning in mei 1610 werd doodgestoken door François Ravaillac, konden ze terugkeren naar het Franse hof.
Net als vele andere Franse edelen verzette haar echtgenoot zich ferm tegen het beleid van maarschalk Concino Concini, die het beleid van Hendrik IV ongedaan maakte. In september 1616 werden Hendrik II van Bourbon-Condé en Charlotte Margaretha gearresteerd en opgesloten in Vincennes. In 1620 kwamen ze weer vrij.
In 1632 werd haar broer Hendrik II van Montmorency onthoofd wegens intriges tegen kardinaal de Richelieu. Ze erfde diens gebieden en werd op die manier hertogin van Montmorency. Charlotte Margaretha overleed in december 1650 op 56-jarige leeftijd en werd ze bijgezet in het Sint-Jacques-karmelietenklooster in Parijs.

## Nakomelingen
Charlotte Margaretha en Hendrik II van Bourbon-Condé kregen drie kinderen:
- Anna Genoveva (1619–1676), huwde in 1642 met hertog Hendrik II van Orléans-Longueville
- Lodewijk II (1621–1686), prins van Bourbon-Condé
- Armand (1629-1666), prins van Bourbon-Conti